# Fringilla
A Fringilla a madarak osztályának verébalakúak (Passeriformes) rendjébe a pintyfélék (Fringillidae) családjába és a Fringillinae alcsaládba tartozó egyetlen nem.

## Rendszerezésük
A nemet Carl von Linné svéd természettudós írta le 1758-ban, jelenleg az alábbi 8 faj tartozik ide:
- fenyőpinty (Fringilla montifringilla)
- erdei pinty (Fringilla coelebs)
- afrikai pinty (Fringilla spodiogenys), az erdei pintyről 2021-ben leválasztott faj
- azori-szigeteki pinty (Fringilla moreleti), az erdei pintyről 2021-ben leválasztott faj
- madeirai pinty (Fringilla madeirensis), az erdei pintyről 2021-ben leválasztott faj
- kanári-szigeteki pinty (Fringilla canariensis), az erdei pintyről 2021-ben leválasztott faj
- kék pinty (Fringilla teydea)
- Gran Canaria-i kékpinty (Fringilla polatzeki[1] vagy Fringilla teydea polatzeki)[2]

## Előfordulásuk
Európában, Ázsia nyugati részén és Észak-Afrikában honosak. Természetes élőhelyeik a mérsékelt övi erdők. A szigeti fajok állandóak, a kontinensen élők rövidtávú vonulók.

## Megjelenésük
Testhosszuk 14–17 centiméter közötti.

## Életmódja
Magvakkal táplálkoznak, de a fiókákat inkább rovarokkal etetik.

## Képek

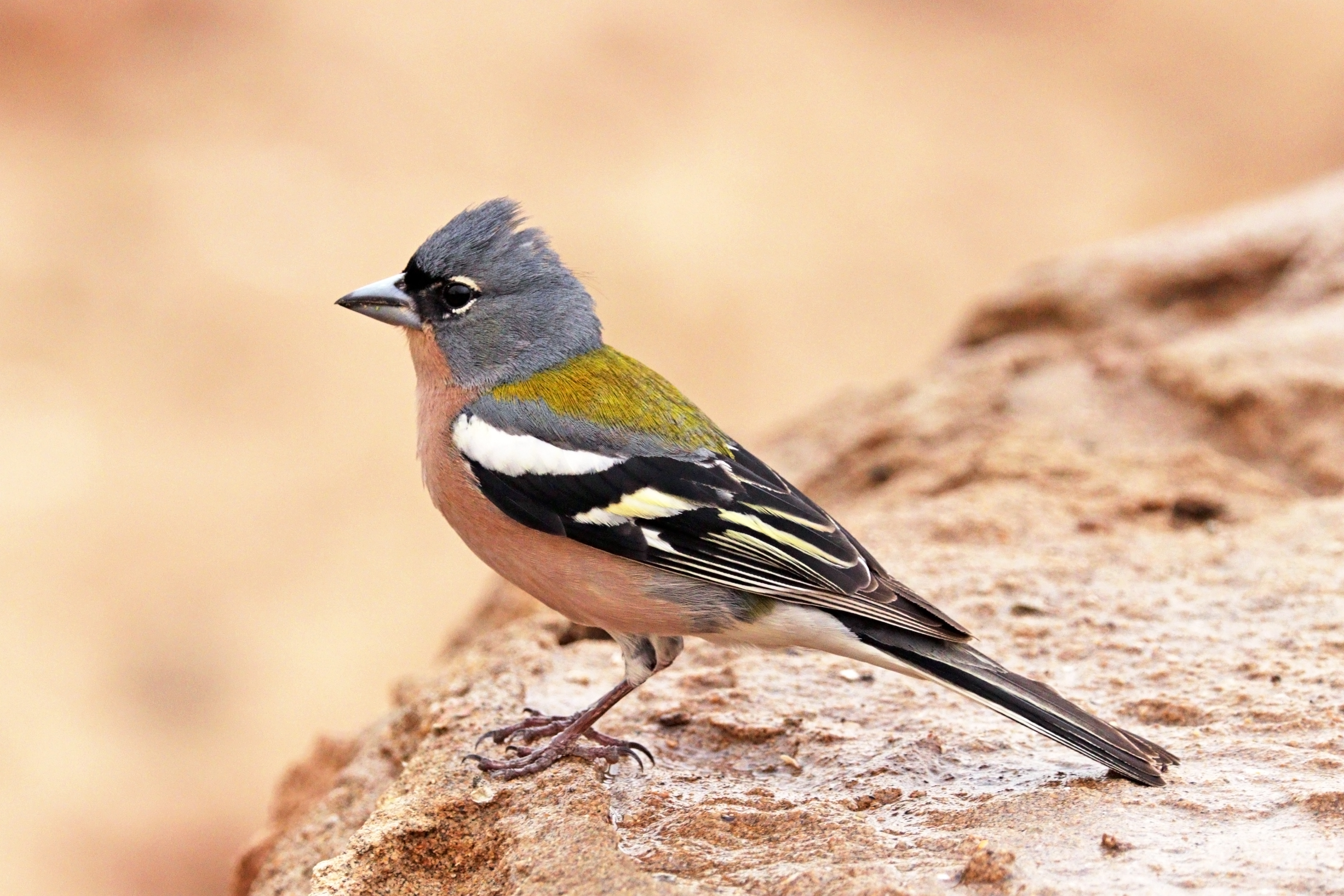
afrikai pinty (Fringilla spodiogenys)
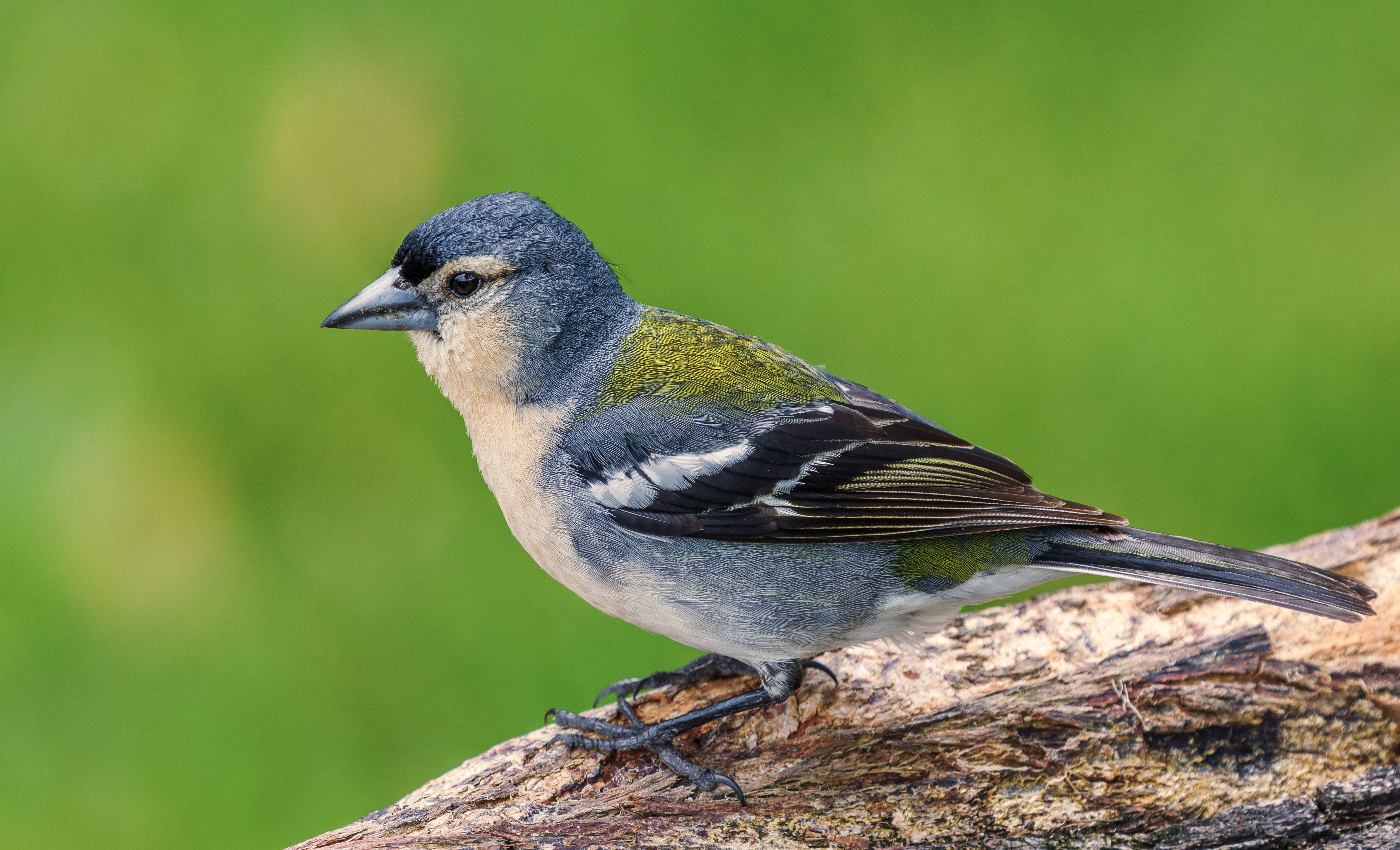
azori-szigeteki pinty (Fringilla moreleti)
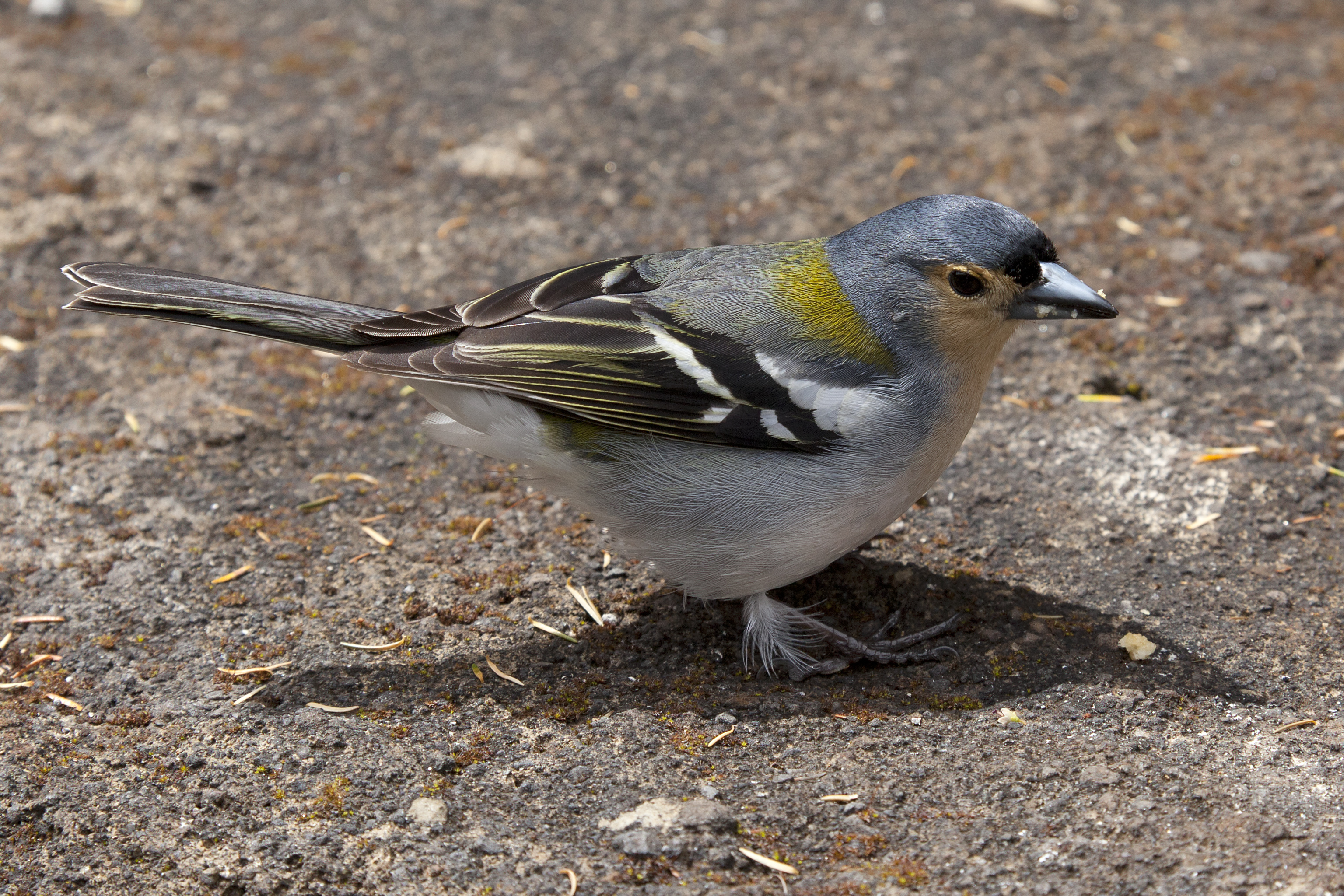
madeirai pinty (Fringilla madeirensis)
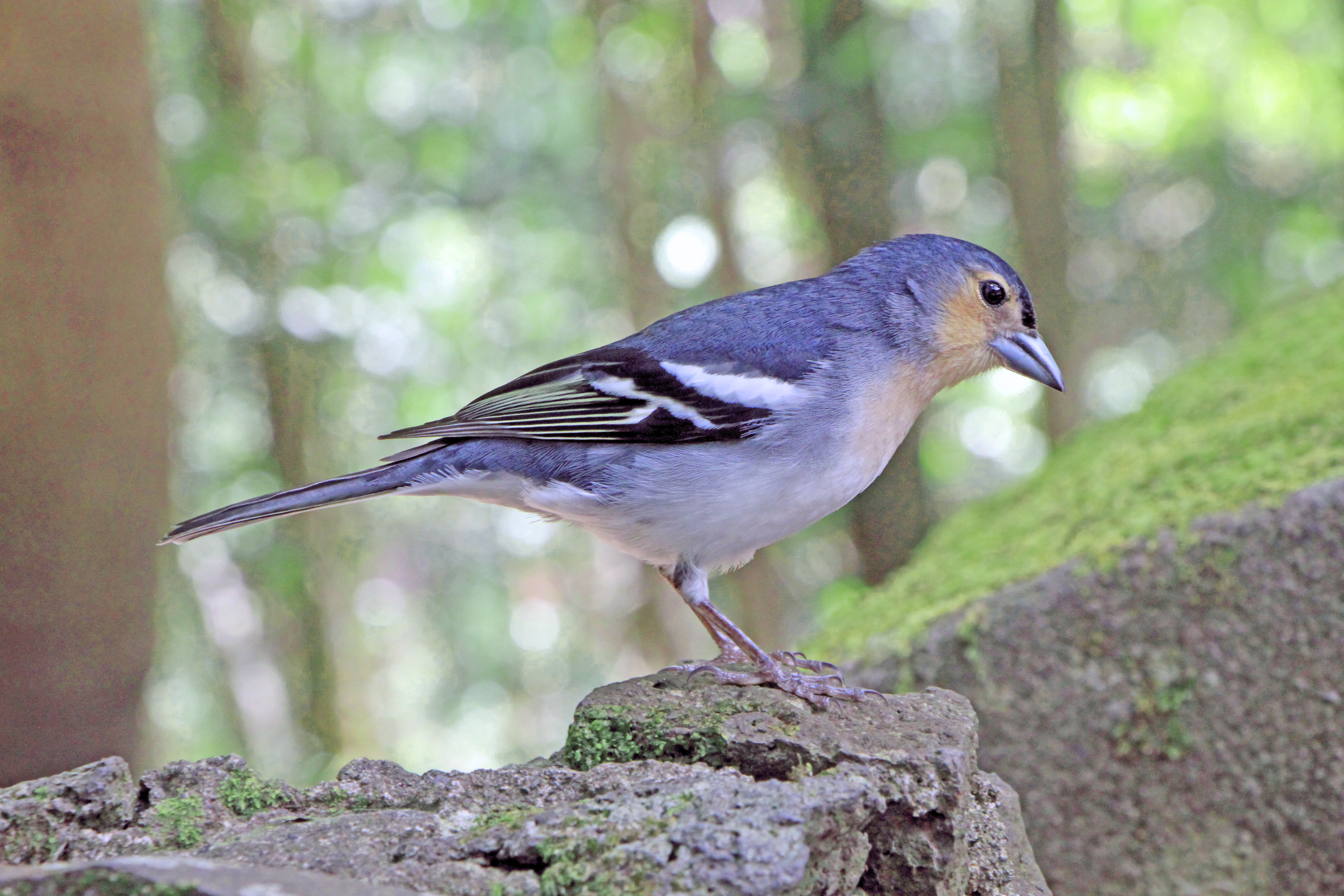
kanári-szigeteki pinty (Fringilla canariensis)
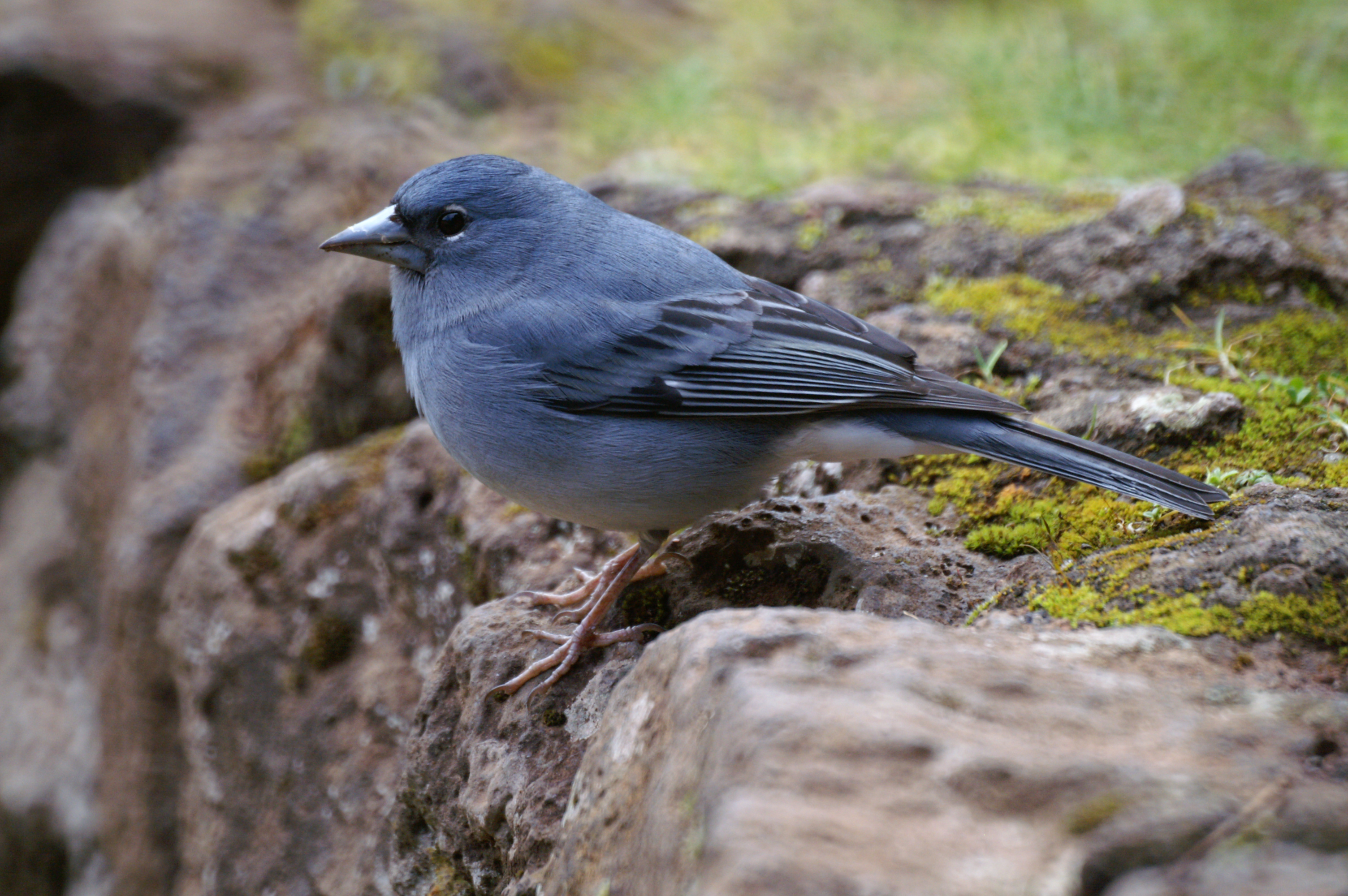
kék pinty (Fringilla teydea)
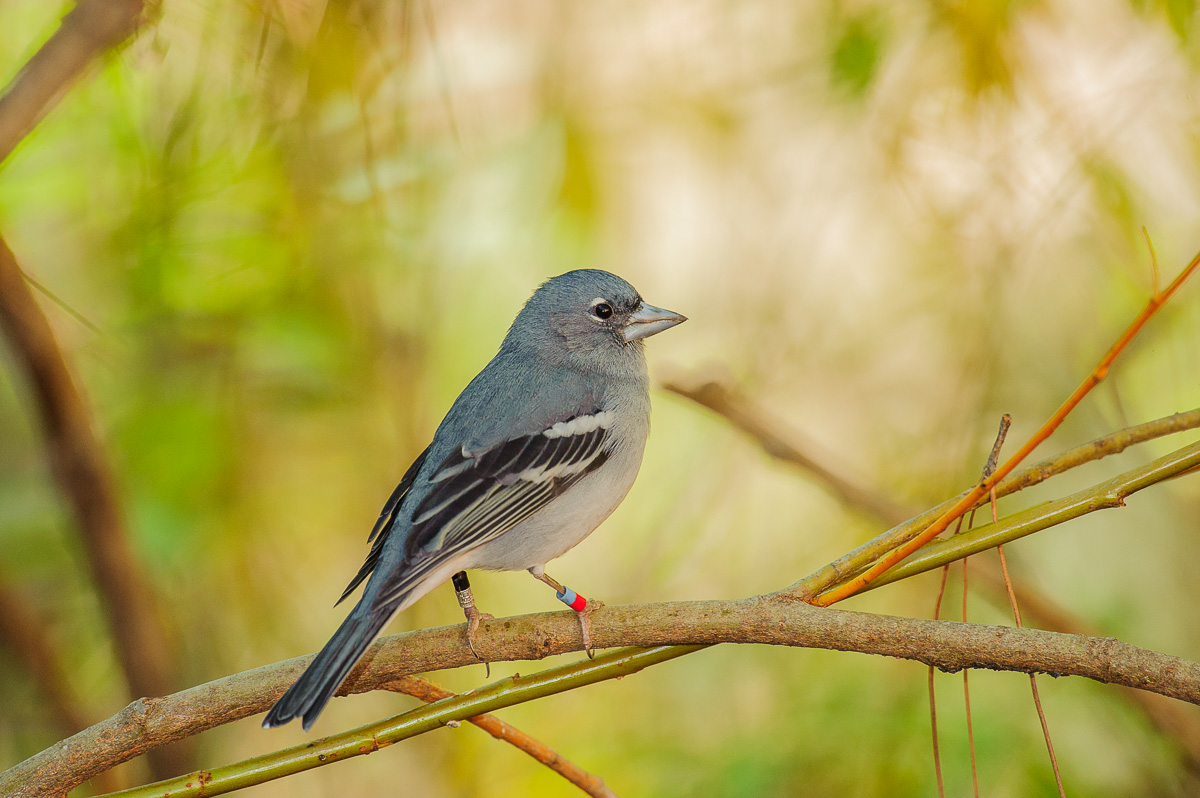
Gran Canaria-i kékpinty (Fringilla polatzeki)
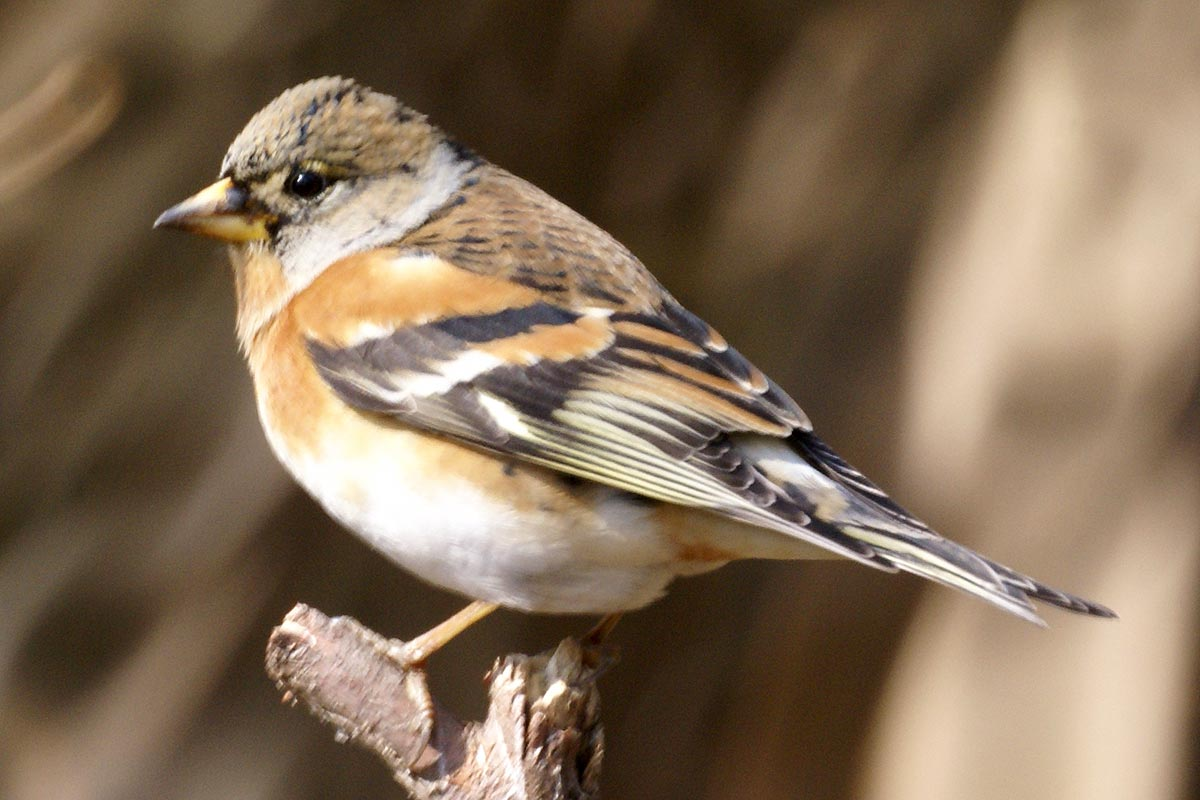
fenyőpinty (Fringilla montifringilla)